# Pasquale Frosconi
Pasquale Frosconi OFM (zm. 1791) − włoski franciszkanin, generał Zakonu Braci Mniejszych w latach 1768–1791.

## Życiorys
Należał do prowincji mediolańskiej. Wybrany generałem na kapitule generalnej w Walencji jako komisarz generalny familii cismontańskiej. Jego generalat przypada na początek największego kryzysu w historii zakonu. Od momentu wyboru zakon nie zdołał odbyć ani jednej kapituły generalnej przez następne 62 lata aż do 1830. Gdy na zakończenie swej kadencji zwołał kapitułę do Rzymu w 1774 okazało się, że nie przybyli delegaci hiszpańscy i amerykańscy, zatrzymani w Hiszpanii. Hiszpańskie prowincje planowały bowiem oderwanie się od zakonu. Papież Klemens XIV poproszony o interwencję odroczył kapitułę, a Paschalisa Frosconiego zatwierdził na dalsze lata pełnienia urzędu. Frosconi był generałem przez 23 lata aż do śmierci. Były to wprawdzie lata największego wzrostu liczbowego zakonu, jednak jednocześnie upadku dyscypliny zakonnej. Niemniej musiał się zmierzyć z wieloma zewnętrznymi przeszkodami. Król Francji Ludwik XV w 1766 ustanowił „komisję zakonników”, której celem była redukcja do minimum klasztorów i zakonników w państwie. We Francji wymuszono także połączenie prowincji zakonu z prowincjami franciszkanów konwentualnych pod ich zarządem, co papież Klemens XIV zatwierdził w 1771. Przez ten akt zakon zupełnie zniknął we Francji. Przykład Francji próbowano naśladować w niektórych krajach niemieckich i w Królestwie Neapolu. Zakonnikom zabraniano udawania się na kapituły generalne i utrzymywania jakichkolwiek relacji z przełożonymi zagranicznymi. Frosconi zmarł w czasie pełnienia urzędu w 1791.